# 三重交通モ5400形電車
三重交通モ5400形電車（みえこうつうモ5400がたでんしゃ）は、三重交通志摩線（現在の近鉄志摩線）の電車。
三重交通の鉄道部門の三重電気鉄道への分社、近畿日本鉄道（近鉄）への合併を経てモ5960形となり、志摩線の改軌・昇圧後はサ5960形に改造されて養老線（現、養老鉄道）で使用された。

## 概要
志摩地区の観光開発が進みつつあった1958年に、志摩線におけるサービス向上策の一環として、以下の1両が名古屋の日本車輌製造本店で製造された。
- モ5400形5401
両運転台式制御電動車。

## 車体
全金属製で窓の上下に補強帯が露出しない、ノーシル・ノーヘッダー構造で平滑な外観の準張殻構造車体を備える。
これは前年よりメーカーである日本車輌製造本店が名古屋鉄道向けに納入していた、3700系の設計を基本としつつこれを両運転台化したものとなるが、観光用のセミクロスシート車であることから窓配置はd1D(1)4(1)D1d（d：乗務員扉、D：客用扉、(1)：戸袋窓、数字：窓数）と客用扉を両端に寄せ、さらに側窓も元設計の幅1,000mmから1,100mmへ拡大してクロスシート部のシートピッチ1,450mmを確保している。
側窓は隅を曲線で処理した開口部に下段上昇・上段上昇式のアルミサッシによる2段窓を備え、妻窓・客用扉窓・戸袋窓はすべて車体直結のHゴム支持による固定窓とされている。
妻面は名鉄3700系の設計に準じた、中央に700mm幅の貫通路を設置する3枚窓構成となっており、前照灯は白熱電球を収めた灯具を屋根中央に埋め込み式で取り付け、尾灯を角形の灯具に収めて妻面左右の腰板部に埋め込み式で取り付けている。
客用扉は1,100mm幅の片引き戸で、ドアエンジンを備える自動扉となっている。
座席は前述の通りセミクロスシート構成で、扉間中央の開閉可能な側窓4枚分に対面式配置の固定クロスシートを32名分設置している。
通風器は屋根上のパンタグラフ取り付け位置を避けてガーランド式通風器を5基、等間隔に設置し、夏期などには天井に据え付けられた6基の首振り扇風機により送風する。
室内灯は交流電源による40W蛍光灯をそれぞれ独立したカバー付きの灯具に収めて合計12灯設置し、これとは別に非常灯として直流電源による15W白熱灯を4灯設置する。
なお、本形式はスピーカーによる車内放送設備を備えており、これも志摩線では初の採用例となっている。

## 主要機器

### 主電動機
地元、鳥羽に工場を構える神鋼電機が独自開発した垂直カルダン駆動方式を採用したため、同社が設計したTBY-28-Aを各台車の車軸間に2基ずつ搭載する。
駆動装置による最終減速比は7.12で、定格速度は41.0km/h、全負荷時牽引力2,660kgとなり、在来車と性能を揃えている。

### 主制御器
在来車と制御車を混用することや、乗務員の取り扱いの共通化などの必要から、間接非自動式のいわゆるHL制御器を搭載する。

### 台車
日本車輌製造本店が設計した、ND-105と称するプレス材溶接組み立てによる軸距2,200mmの上天秤式ウィングばね台車を装着する。
この時期、国鉄では既にモハ90形用としてDT20より新しい設計のDT21が完成しており、日本車輌製造本店でも本形式と同時期に設計された伊予鉄道モハ600形用ND-104ではこれに準じた設計が採用されているが、本形式ではプレス材による側梁中央部に4つの大きな軽量孔が開口した外観が特徴の、国鉄DT20の系譜に連なる一世代古い基本設計が採用されている。
軸箱支持機構はペデスタルを併用するウィングばね式である。
側枠は、背の高い枕ばねを採用したために中央部を低くして上揺れ枕と下揺れ枕の間に側枠本体を通さざるを得なかったDT20と比較して、枕ばねを背の低いものとすることで側枠を上揺れ枕よりも上に位置させる、一般的なレイアウトとなっている。
揺れ枕部は、側枠直下に心皿を支える上揺れ枕を置き、その下にコイルばね2組と振動減衰用オイルダンパを組み合わせた枕ばね、そして下揺れ枕を順に置き、長い揺れ枕吊りでこの下揺れ枕を側枠からつり下げることで横方向の揺動を長周期化させる、無理のない設計となっている。
なお、基礎ブレーキ装置は車輪の前後からブレーキシューを押しつける両抱き式で、ブレーキシリンダーは各台車に2基ずつ実装されている。

### ブレーキ
在来車との併結の必要性から、M三動弁と中継弁を組み合わせたMR(AMM-R)自動空気ブレーキを搭載する。
基礎ブレーキ装置は両抱き式で、ブレーキシリンダーを各台車2基ずつ搭載する。

### 集電装置
集電装置は菱枠構造の東洋電機製造PT-42-Aを賢島寄りに1基搭載する。

## 運用
竣工後、本形式に準じた接客設備を日本車輌製造本店で整備されたク3502と2両編成を組んで急行列車を主体に運用された。
その近代化された接客設備は好評であったが、傘形歯車を使用するなど各部機構が複雑精緻で保守の難しい、そして高価な垂直カルダン駆動を採用する本形式の増備は行われず、本形式竣工の翌年および翌々年に製造された志摩線向けの新車は、在来車の機器流用によるモ5210形となった。
1964年の三重交通鉄道部門の分社化による三重電気鉄道への移管後、1965年に実施された三重電気鉄道の近畿日本鉄道への合併により、本形式は以下の通り改番された。
- モ5400形モ5401 → モ5960形モ5961

以後、1969年の志摩線改軌・昇圧工事に伴う路線運休まで志摩線の主力車として使用された。
志摩線の改軌に伴う車両置き換えの際に、製造後の経年の浅い本形式は1,067mm軌間の養老線への転用が決定された。しかし、架線電圧が直流750Vの線区での運用を前提として設計された本形式は制御器などの改造コストが大きく、またその駆動装置の保守に難渋していたことから、他の転用車両と同様、電装解除・運転台撤去による付随車への改造が実施されることとなり、以下の通り改番された。
- モ5960形モ5961 → サ5960形サ5961

この際、電装品・駆動装置一式・運転台機器の撤去の他、前照灯および尾灯の撤去、ブレーキ弁のA動作弁への変更によるAR(ATA-R)ブレーキへの改造など、改造範囲は最小限に留められている。
こうして養老線へ転属となった本形式であるが、1983年の養老線への名古屋線車両の転用による大型化・近代化の際に余剰廃車となり、そのまま解体された。そのため、現存しない。